# Mordet på Elin Krantz
Elin Krantz, född 16 augusti 1983 i Falköping, död 26 september 2010, var en svensk kvinna som 27 år gammal mördades i stadsdelen Länsmansgården i Göteborg hösten 2010. Efter en sen utekväll i centrala Göteborg den 26 september 2010 föll hon i sömn under en spårvagnsresa. Bilder från övervakningskameror visade att hon blivit förföljd av en man, vilken sedan skulle komma att döda henne efter att ha försökt att våldta henne. Elin Krantz döda kropp påträffades med svåra skador på kvällen den 27 september 2010 i Länsmansgården. 
Den 28 september blev en man, till kläder och utseende liknande mannen på övervakningsbilderna, gripen av civilklädd polis på Göteborgs centralstation.
Elin Krantz begravdes på Sankt Olofs kyrkogård i hemstaden Falköping. Den 2 oktober hölls en manifestation med 1 500 deltagare i Länsmansgården för att minnas henne och som en protest mot våld.

## Rättsprocess
Gärningsmannen Ephrem Tadele Yohannes, en vid tillfället 22 år gammal etiopisk medborgare med permanent uppehållstillstånd, befanns skyldig till mord samt försök till våldtäkt. Han dömdes i mars 2011 till 16 års fängelse och till utvisning efter avtjänat straff. Tingsrättens dom överklagades till hovrätten eftersom den dömde hävdade sin oskuld, medan åklagaren Stina Lundberg pläderade för livstids fängelse samt att han även skulle dömas för grov våldtäkt.
Hösten 2011 fastställde hovrätten tingsrättens dom. Under hovrättsförhandlingen framkom det att Ephrem Yohannes fru och barn hade flyttat till ett land utanför Europa, eftersom de var rädda för att drabbas av hämndaktioner. Elin Krantz föräldrar och hennes fem syskon tillerkändes skadestånd på totalt  612 000 kronor. Ephrem Yohannes satt inledningsvis på Norrtäljeanstalten, ett fängelse i säkerhetsklass 1. Efter att ha överfallit en medfånge förflyttades han till Salbergaanstalten i Sala, också säkerhetsklass 1. Ephrem Yohannes har varnats vid upprepade tillfällen för misskötsamhet.